# Коно, Ёхэй
Ёхэй Коно (яп. 河野 洋平 Коно Ёхэй, род. 15 января 1937 года) — японский политический деятель, отец Таро Коно.

## Биография
Родился 15 января 1937 года в префектуре Канагава. В 1959 году окончил университет Васэда. В 1967 году впервые был избран членом палаты представителей от Либерально-демократической партии. В 1976 году вышел из Либерально-демократической партии и вступил в партию Новый либеральный клуб. В 1986 году вернулся в Либерально-демократическую партию. С июля 1993 по сентябрь 1995 годов занимал пост президента Либерально-демократической партии. С 30 июня 1994 по 1996 год — пост министра иностранных дел.
Болел гепатитом C. В связи с болезнью в апреле 2002 года Ёхэю Коно была пересажена часть печени. В качестве донора выступил его сын Таро Коно.

## Награды
- Орден Цветов павловнии (3 ноября 2011 года).
- Орден Дружбы (28 ноября 2009 года, Россия) — за большой вклад в развитие российско-японского сотрудничества[4].